# Kobyla Głowa (Pasmo Solnisk)
Kobyla Głowa (841 m) – szczyt w paśmie Solnisk, które w regionalizacji fizycznogeograficznej Polski według Jerzego Kondrackiego zaliczane jest do Beskidu Makowskiego, w nowszej regionalizacji z 2018 roku do Beskidu Żywiecko-Orawskiego, a w najszerszym ujęciu do Beskidu Żywieckiego.
Kobyla Głowa jest zwornikiem. W południowo-wschodnim kierunku jej grzbiet poprzez przełęcz Cichą (774 m) łączy się z północno-zachodnim grzbietem Jałowca (1111 m), w północno-zachodnim kierunku sąsiaduje z Czarną Górą (Cichą Górą, 858 m), zaś w północno-wschodnim kierunku odchodzi od niej główny grzbiet Pasma Solnisk łączący ją z Opuśniakiem (849 m). Jest częściowo porośnięta lasem, dawniej jednak znaczną część jej stoków zajmowały pola uprawne i łąki. Zaprzestano już ich użytkowania i stopniowo zarastają lasem, ale na zdjęciach lotniczych nadal widoczne są duże bezleśne obszary. Ze stoków Kobylej głowy spływają 3 potoki; Roztoki uchodzący do Stryszawki, Wątrobów Potok uchodzący do Lachówki i potok Za Grapą.
Na szczycie Kobylej Głowy spotykają się granice trzech miejscowości: Koszarawa w województwie śląskim oraz Lachowice i Stryszawa w województwie małopolskim. Przez wierzchołek Kobylej Głowy nie prowadzi żaden szlak turystyczny, ale północno-wschodnie jej stoki trawersują dwa szlaki (czerwony i zielony).